# Yufka
Als Yufka (türkisch) bezeichnet man sowohl einen dünn ausgewalzten Teig der türkischen Küche (Yufka-Hamur), der für gefüllte salzige oder süße Pasteten und Kuchen verwendet wird, als auch ein weit verbreitetes sehr dünnes Fladenbrot (Yufka-Ekmek), das aus diesem Teig z. B. auf speziellen Rundblechen (Sac) oder an der Wandung eines Erdofens (Tandır) gebacken wird. In Griechenland und Teilen der westlichen Welt wird er Fyllo- oder Filoteig genannt.
Das Fladenbrot ist ein Bestandteil des Dürüm (türkisch Rolle, [dyˈɾym]), einer wrap-ähnlichen Rolle mit einer variantenreichen Füllung, wie etwa Döner Kebab.

## Etymologie
Das türkische Wort yufka bedeutet ursprünglich „dünn“, „zerbrechlich“, „brüchig“.
Da sowohl der Yufka-Teig als auch das Yufka-Fladenbrot sehr dünn sein müssen, um als gelungen zu gelten, wurde der Begriff auf beide übertragen.

## Herstellung

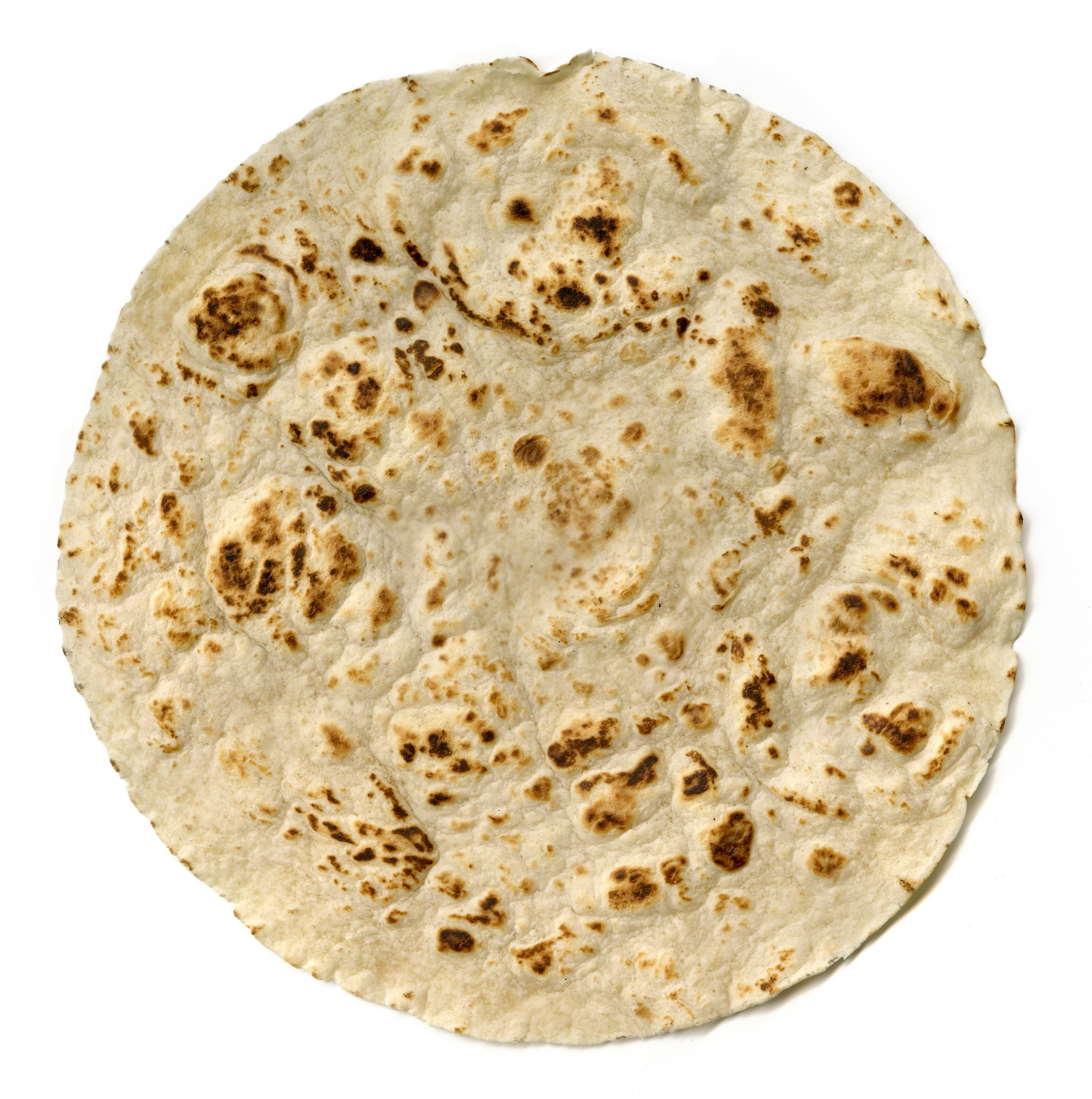
Ausgebackenes Yufka als Fladenbrot

Hergestellt wird der Teig für das Yufka-Fladenbrot meist nur aus Mehl, Wasser und Salz. Ebenfalls „Yufka“ genannt werden in der türkischen Sprache oft auch Lavaş (ein etwas dickeres, meist zweilagiges Fladenbrot), Dürüm Ekmeği („Roll-Brot“) oder Sac Ekmeği („Sadsch-Brot“ oder „Blech-Brot“, da es auf einem heißen Blech gebacken wird). Yufka-Fladenbrot hat je nach Verwendung üblicherweise einen Durchmesser von etwa 30 bis 70 Zentimetern und eine Dicke von ein bis fünf Millimetern.

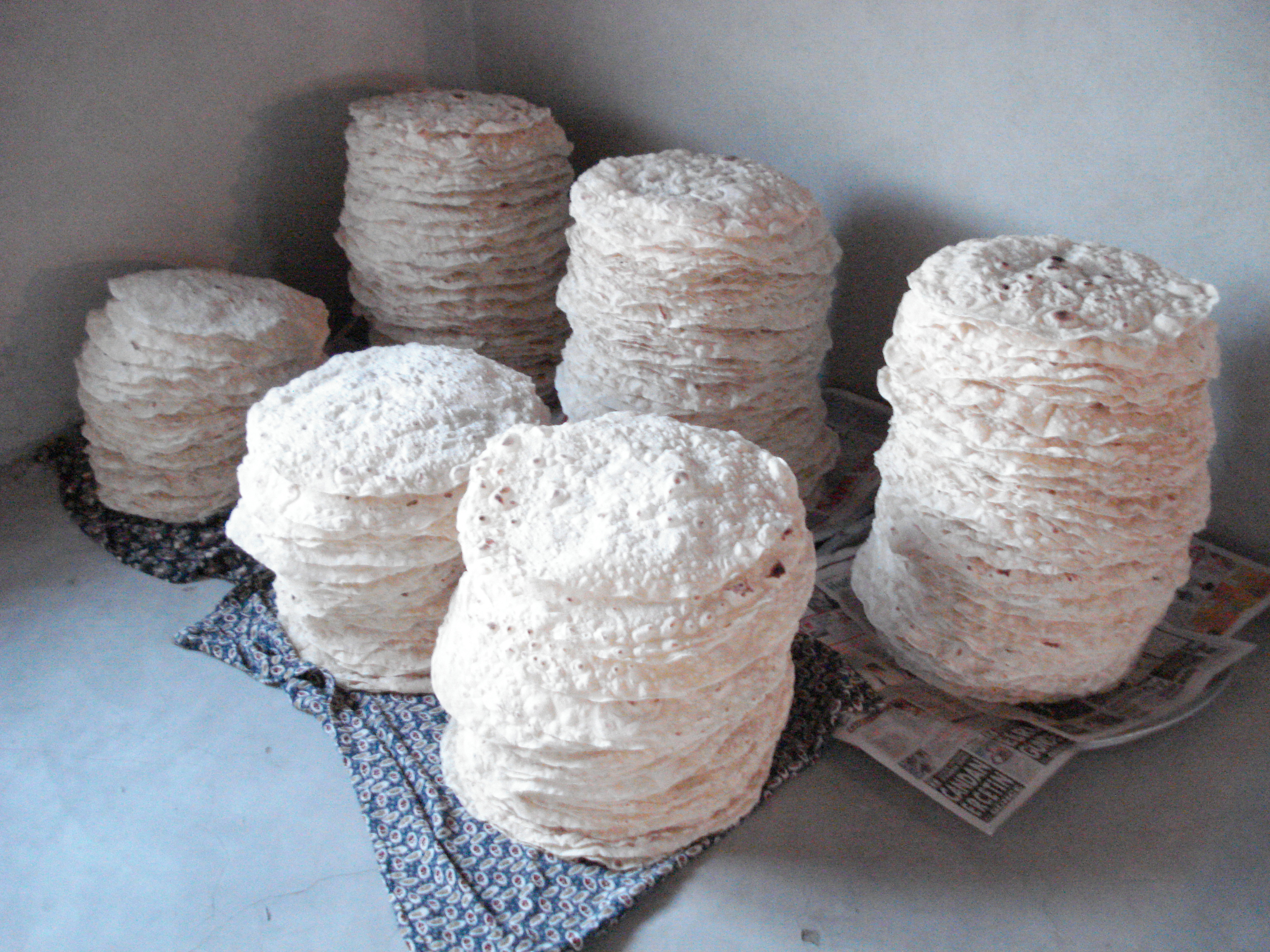
Gestapelte Yufka-Fladenbrote zur Lagerung

Das klassische sehr dünne Yufka-Fladenbrot mit großem Durchmesser von bis zu 60–70 cm wurde in der Türkei seit jeher mit ungesäuertem Teig ohne Triebmittel stets auf einem runden Blech gebacken, unter dem ein offenes Feuer brannte. In ländlichen Gebieten der Türkei wird dies bis heute so gemacht. Nach einer Backzeit von zwei bis drei Minuten weist Yufka-Fladenbrot durch den Kontakt mit dem heißen Blech viele kleine braune Brandflecken und kleine Blasen auf. Es ist nicht weich, sondern besitzt eine feste Struktur, ist sehr knusprig und brüchig. 
Die Fladenbrote werden auf Vorrat gebacken, danach aufeinander gestapelt, kühl und trocken gelagert und sind wegen der geringen Feuchtigkeit der Brote mehrere Wochen oder sogar Monate lang haltbar. Zum Verzehr werden jeweils nur so viele Fladenbrote wie gerade nötig ein wenig mit Wasser besprenkelt bzw. benetzt, damit sie weich werden, und danach rechteckig gefaltet. Anschließend werden sie einige Minuten mit einem Tuch umwickelt bzw. zugedeckt, damit sich die Feuchtigkeit verteilen kann. So sind sie zum sofortigen Verzehr bestimmt und nur wenige Tage haltbar.

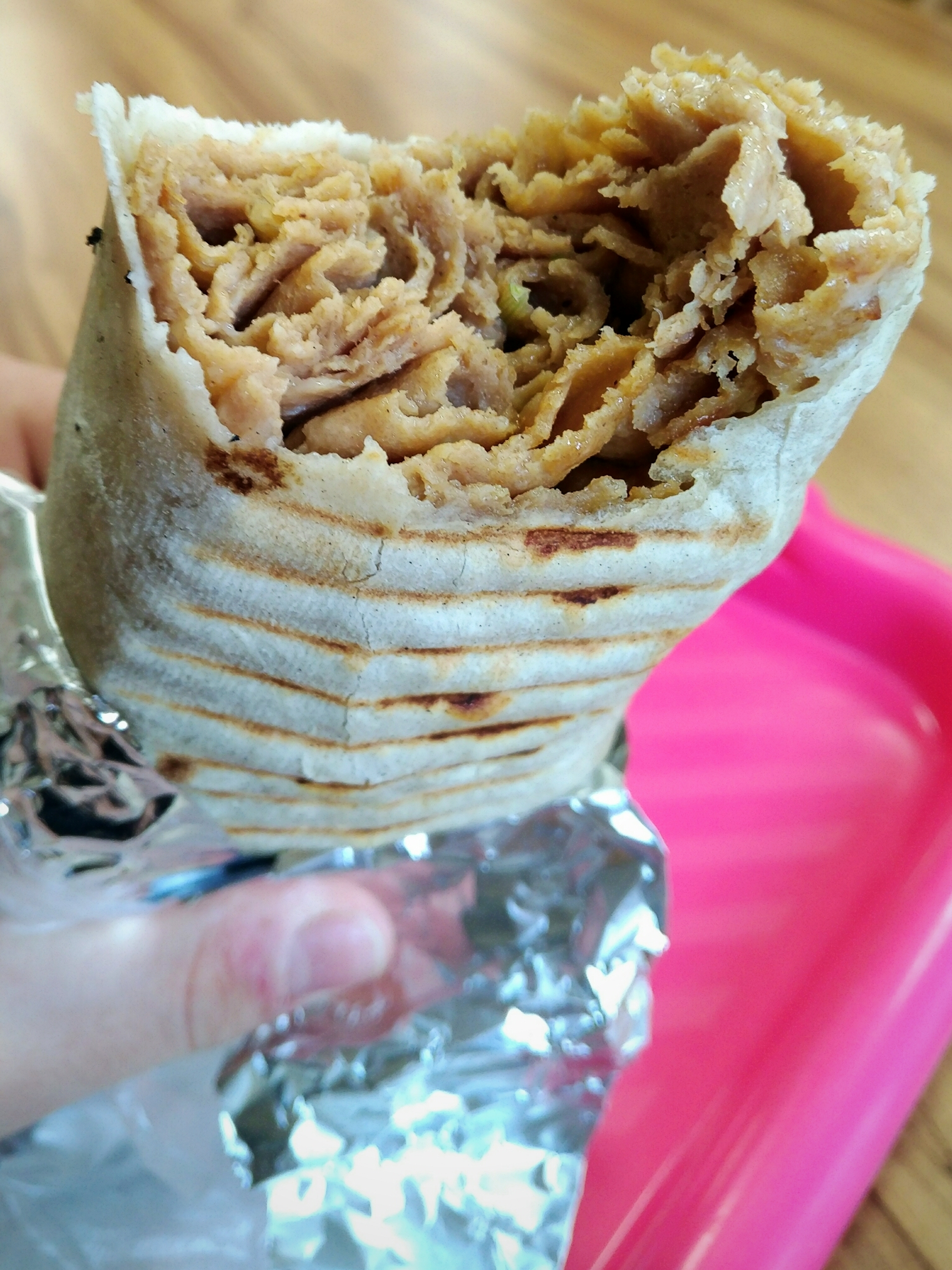
Ein Dürüm-Döner

## Dürüm
In der türkischen Küche ist Dürüm ein Gericht, bei dem Zutaten in Yufka-Fladenbrot eingerollt werden. Gewöhnliche Füllungen sind Salat, Soße, Falafel, Çiğ Köfte, Halloumi und Schnittfleisch (Rind oder Hammel, in Deutschland auch Pute). 
Sehr verbreitet in Europa ist der Dürüm-Döner („eingerollter Döner“, auch Yufka Kebab): ein Döner Kebab (türkisches Grillfleisch), bei dem das Fleisch und die restlichen Zutaten in ein besonders dünnes Fladenbrot gewickelt sind. Dazu werden in das offene Fladenbrot verschiedene Zutaten wie Fleisch, Gemüse, Soßen oder Käse gelegt und danach eingerollt bzw. eingewickelt. 
Dürüm wird als Bezeichnung einer Döner-Kebab‐Variante oder für Falafel-Taschen in Deutschland, Luxemburg, Liechtenstein, Österreich, den Niederlanden und gelegentlich der Schweiz verwendet. In den meisten Regionen Baden-Württembergs hingegen wird für den Dürüm-Döner die Bezeichnung Yufka verwendet.

## Yufka-Teig für Pasteten und Kuchen

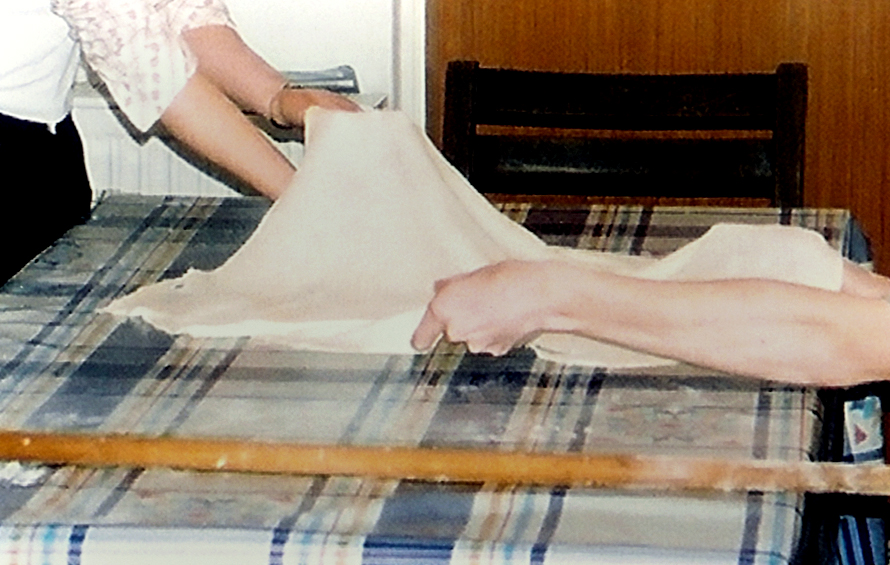
Yufka-Backen

Der klassische Yufka-Teig zur Herstellung von Pasteten und Kuchen besteht wie Yufka-Fladenbrot nur aus Mehl, Wasser und ein wenig Salz. Die Zutaten werden zu einem geschmeidigen, dem europäischen Strudelteig ähnelnden Teig verknetet, der zu mandarinengroßen, ungefähr 150–200 Gramm schweren Bällen geformt wird, die schließlich sehr dünn ausgewalzt werden, sodass der Teig fast durchsichtig ist, aber nicht reißt. Der Yufka-Teig wird in der türkischen Küche für die Herstellung verschiedener salziger und süßer Backwaren wie z. B. Baklava, Börek und Gözleme verwendet.
Diese Spezialitäten sind traditionell auch in Südosteuropa, dem Nahen Osten und infolge der Einwanderung aus diesen Regionen heute auch in Westeuropa verbreitet. In manchen Rezepten werden für den Teig auch Pflanzenöl und/oder Backhefe verwendet. Der so hergestellte Teig wird nach kurzem Ruhen ausgerollt, mit Öl bepinselt, wie Blätter- und Plunderteig mehrmals zusammengefaltet (touriert) und noch einmal sehr dünn ausgerollt. Das Tourieren entfällt, wenn der Teig hauchdünn ausgerollt wurde und bei der weiteren Verarbeitung jeweils mehrere Lagen mit Öl (oder zerlassener Butter) eingestrichen aufeinander geschichtet werden.

## Verbreitung
Yufka zur Herstellung von süßen und salzigen Pasteten und Kuchen ist außer in der Türkei auch in Ländern des Balkans und der Levante weit verbreitet, ebenso die Zubereitung des klassischen Yufka-Fladenbrotes auf einem heißen Blech. In den arabischen Ländern der Region und Israel ist Yufka unter der Bezeichnung „Lafa“, „Tabun“, „Markuk“ und „Schrak“ bekannt, in Griechenland und Teilen der westlichen Welt als Fyllo- oder Filoteig (von griechisch φύλλον „Blatt“). In der gehobenen europäischen Küche wird er seit den 1990er Jahren zunehmend als Umhüllung für zarte Fleisch- und Fischstücke geschätzt, die so sanft gebraten oder gebacken werden können, wobei der Saft des Bratguts in der Pastete bewahrt bleibt und dieses weich und saftig wird.
2016 wurde Das Backen und Teilen von Fladenbrot: Lavash, Katyrma, Jupka, Yufka von der UNESCO für Aserbaidschan, Iran, Kasachstan, Kirgisistan und die Türkei in die Repräsentative Liste des immateriellen Kulturerbes der Menschheit aufgenommen.